# Demolition Man
Pour les articles homonymes, voir Demolition Man (homonymie) et Le Destructeur.
Pour plus de détails, voir Fiche technique et Distribution.
Demolition Man, ou Le Destructeur au Québec, est un film de science-fiction américain réalisé par Marco Brambilla et sorti en 1993.
Il raconte l'histoire du policier John Spartan (Sylvester Stallone), qui a la réputation de provoquer des destructions énormes dans l'exercice de son travail, et du criminel Simon Phoenix (Wesley Snipes), qui sont tous deux condamnés à la cryogénisation en 1996. Phoenix est ensuite réveillé en 2032, à une époque où la société a totalement changé et où le crime semble avoir été éradiqué. Incapables de faire face à un criminel aussi dangereux, les autorités réveillent aussi Spartan pour l'aider à le capturer à nouveau. Le scénario s'inspire de nombreuses œuvres, notamment du roman dystopique Le Meilleur des mondes d'Aldous Huxley et de Quand le dormeur s'éveillera de H. G. Wells.

## Synopsis

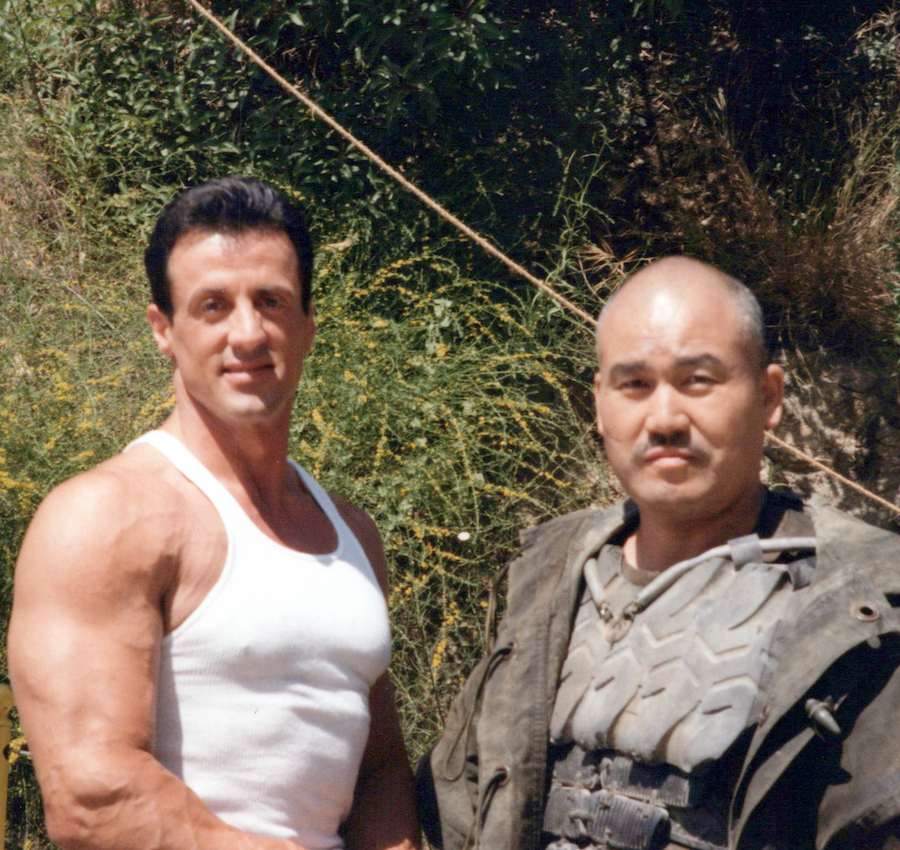
Sylvester Stallone et le maître d'arts martiaux Toshishiro Obata lors du tournage en 1993.

À Los Angeles en 1996, Simon Phoenix, un psychopathe traqué par la police et qui a transformé la ville en zone de guerre, s'est emparé d'une trentaine d'otages avant de se réfugier dans une planque pleine d'armes et d'explosifs. Alors que ses supérieurs hésitent quant aux méthodes à employer, le sergent de police John Spartan, surnommé Demolition Man (littéralement « le démolisseur ») en raison de ses méthodes expéditives, décide de passer à l'action et parvient à s'introduire dans le repaire de Phoenix. Ce dernier refuse de se rendre et déclenche une formidable explosion durant laquelle les 30 otages trouvent la mort. John Spartan est accusé d'homicide par imprudence et est condamné à une longue peine d'hibernation et de rééducation au cryo-pénitencier de Californie : il y est cryogénisé et devra subir pendant 70 ans une sorte de lavage de cerveau, au terme duquel il devrait être un citoyen qui ne représente plus aucun danger pour les autres, avant d'être sorti de son état d'hibernation. Phoenix est également condamné à une peine de détention à vie au cryo-pénitencier.
En 2032, la société est désormais non violente, le dernier meurtre remontant au 25 septembre 2010. Simon Phoenix est décongelé plus tôt que prévu et, ne s'avérant nullement guéri de ses pulsions agressives, parvient à s'échapper de la cryo-prison après avoir tué plusieurs personnes. La police, ne sachant plus comment lutter contre de tels criminels, décide de recourir à un policier plus expérimenté en la matière : John Spartan. Elle sort alors celui-ci de son hibernation trente-quatre ans plus tôt que prévu et, en échange de sa libération définitive, le charge d'arrêter son ennemi de longue date, Phoenix, avec l'aide des policiers Lenina Huxley et Alfredo Garcia. Au fil de son enquête, Spartan découvrira un monde aseptisé, où dire des gros mots est passible d'amende et où l'on fait l'amour par ordinateurs interposés.

## Fiche technique
- Titre original et français : Demolition Man
- Titre québécois : Le Destructeur
- Réalisation : Marco Brambilla
- Scénario : Peter M. Lenkov (en), Robert Reneau et Daniel Waters, avec la participation non créditée de Fred Dekker et Jonathan Lemkin[1]
- Musique : Elliot Goldenthal
- Chanson-thème : Sting qui reprend la chanson des Police, Demolition Man
- Décors : C. J. Strawn
- Costumes : Sara Markowitz
- Photographie : Alex Thomson et Matthew F. Leonetti (prises de vues additionnelles)
- Montage : Stuart Baird
- Production : Joel Silver et Howard Kazanjian

Producteurs délégués : Steven Bratter, Pete Catalano, Aaron Schwab, Faye Schwab et Craig Sheffer
Coproducteurs : Steven Fazekas, Jacqueline George et James Herbert
- Sociétés de production : Silver Pictures
- Société de distribution : Warner Bros.
- Format : couleurs - 2,35:1 - Dolby -  35 mm
- Genre : science-fiction, comédie policière, action, dystopie
- Durée : 115 minutes
- Budget : 45 millions de dollars
- Pays de production :  États-Unis
- Langue originale : anglais
- Dates de sortie[3] : 
  - États-Unis : 7 octobre 1993
  - France : 2 février 1994
- Classification : 
  - États-Unis : R
  - France : tous publics avec avertissement

## Distribution
- Sylvester Stallone (VF : Richard Darbois ; VQ : Pierre Chagnon) : le sergent John « Demolition Man » Spartan
- Wesley Snipes (VF : Jacques Martial ; VQ : Jean-Luc Montminy) : Simon Phoenix
- Sandra Bullock (VF : Françoise Cadol ; VQ : Geneviève De Rocray) : le lieutenant Lenina Huxley
- Nigel Hawthorne (VF : Jacques Ciron ; VQ : Luc Durand) : Dr Raymond Cocteau
- Benjamin Bratt (VF : Patrick Noérie ; VQ : Mario Desmarais) : l'officier Alfredo Garcia
- Bob Gunton (VF : Yves Barsacq ; VQ : Vincent Davy) : le chef George Earle
- Grand L. Bush (VF : Robert Liensol) : l'officier Zachary Lamb, jeune
  - Bill Cobbs (VF : Robert Liensol) : l'officier Zachary Lamb, âgé
- André Gregory (en) (VF : Jean-Pierre Leroux ; VQ : Jean-Louis Millette) : Directeur William Smithers
- Denis Leary (VF : Philippe Vincent ; VQ : Alain Zouvi) : Edgar Friendly
- Rob Schneider (VQ : Daniel Lesourd) : Erwin (non crédité)
- Steve Kahan (VF : Jean-Claude Sachot ; VQ : Aubert Pallascio) : le capitaine Healy
- Jack Black : un rebelle
- Troy Evans (VF : Mario Santini) : un policier du SAPD
- Jesse Ventura : Adam
- Glenn Shadix (VF : Patrick Préjean ; VQ : Carl Béchard) : Bob
- John Enos III : un prisonnier
- Craig Sheffer : un officier du SAPD (caméo)
- Adrienne Barbeau (VF : Marie Vincent) : l'ordinateur L7 (voix)
  - Voix additionnelles : Céline Monsarrat, Serge Faliu, Jérôme Keen, Patrick Guillemin, Vincent Violette, Jean-Claude Robbe, Hélène Chanson

## Production

### Genèse et développement
La première version du script est vendue en 1988. Le ton est alors bien plus sombre que le film sorti en salles. Peter M. Lenkov a écrit la première version alors qu'il était assistant de production. L'idée de départ est venue alors qu'il conduisait sa voiture avec une boom box cassée sur la banquette arrière qui jouait de manière répétitive la chanson Demolition Man écrite par Sting. Les paroles « Don't mess around with the Demolition Man » (« Ne plaisante pas avec le Demolition Man ») le marquent. Il s'inspire par ailleurs des émissions télévisées policières comme COPS.
Le processus d'écriture du film a été assez complexe. Plusieurs scénaristes ont été impliqués pour écrire plusieurs ébauches d'après des demandes parfois extrêmement divergentes des différents producteurs. Peter M. Lenkov, Jonathan Lemkin et Craig Sheffer voulaient tous participer et travaillaient parfois en même temps sur des versions différentes. Le producteur Joel Silver a ensuite pris les choses en main. Il a donné à tous ces scénaristes une somme importante pour qu'ils quittent le projet. Il se base alors principalement sur la version de Jonathan Lemkin qui sera retravaillée par Daniel Waters avec lequel il avait collaboré sur Les Aventures de Ford Fairlane (1990). Fred Dekker a également participé au script. C'est notamment lui qui suggère le prologue du film se déroulant en 1996. Jonathan Lemkin et Fred Dekker ne seront pas crédités au générique en raison des règles de la Writers Guild of America.

### Attribution des rôles
Les premiers choix pour incarner John Spartan et Simon Phoenix étaient Steven Seagal pour Spartan et Jean-Claude Van Damme pour Phoenix, mais les deux comédiens ont refusé. Après avoir obtenu le rôle principal, Sylvester Stallone a proposé celui de Simon Phoenix à Jackie Chan, mais ce dernier ne voulait pas jouer le rôle d'un méchant. Wesley Snipes endosse donc le rôle de l'antagoniste.
À l'origine, Lenina Huxley était interprétée par Lori Petty, mais elle est remplacée par Sandra Bullock après quelques jours de tournage.
Dans les figurants, on retrouve Jack Black, crédité dans le générique de fin mais inconnu à l'époque. On notera aussi la présence du catcheur Jesse Ventura dans les hommes de Simon Phœnix .
Wesley Snipes a tellement détesté se teindre en blond qu'il a décidé de se faire la boule à zéro, à la fin du tournage du film[réf. nécessaire].

### Tournage
Le tournage a lieu de février à juillet 1993. Alors qu'il se déroule en partie à Louisville (Kentucky), il a lieu majoritairement en Californie : Thousand Oaks, Pasadena, San Diego (Palais des congrès), West Hollywood (Pacific Design Center), Westlake Village, Irvine, Los Angeles (Hollywood Hills, 105 Freeway, Figueroa Street, Eagle Rock, Palais des congrès...), bâtiment d'Hughes Aircraft à El Segundo et dans les Warner Bros. Studios de Burbank.
Pour les décors du film, Marco Brambilla a voulu que le film ressemble à l'intérieur des magasins Neiman Marcus.

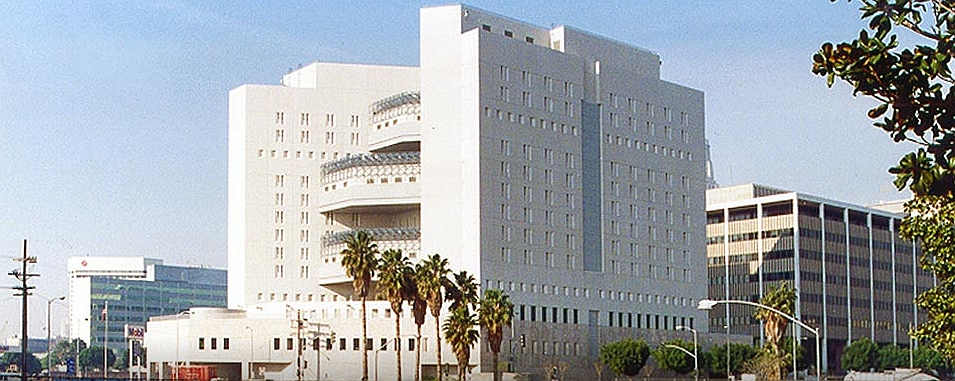
Le Metropolitan Detention Center sert de décor à la cryo-prison
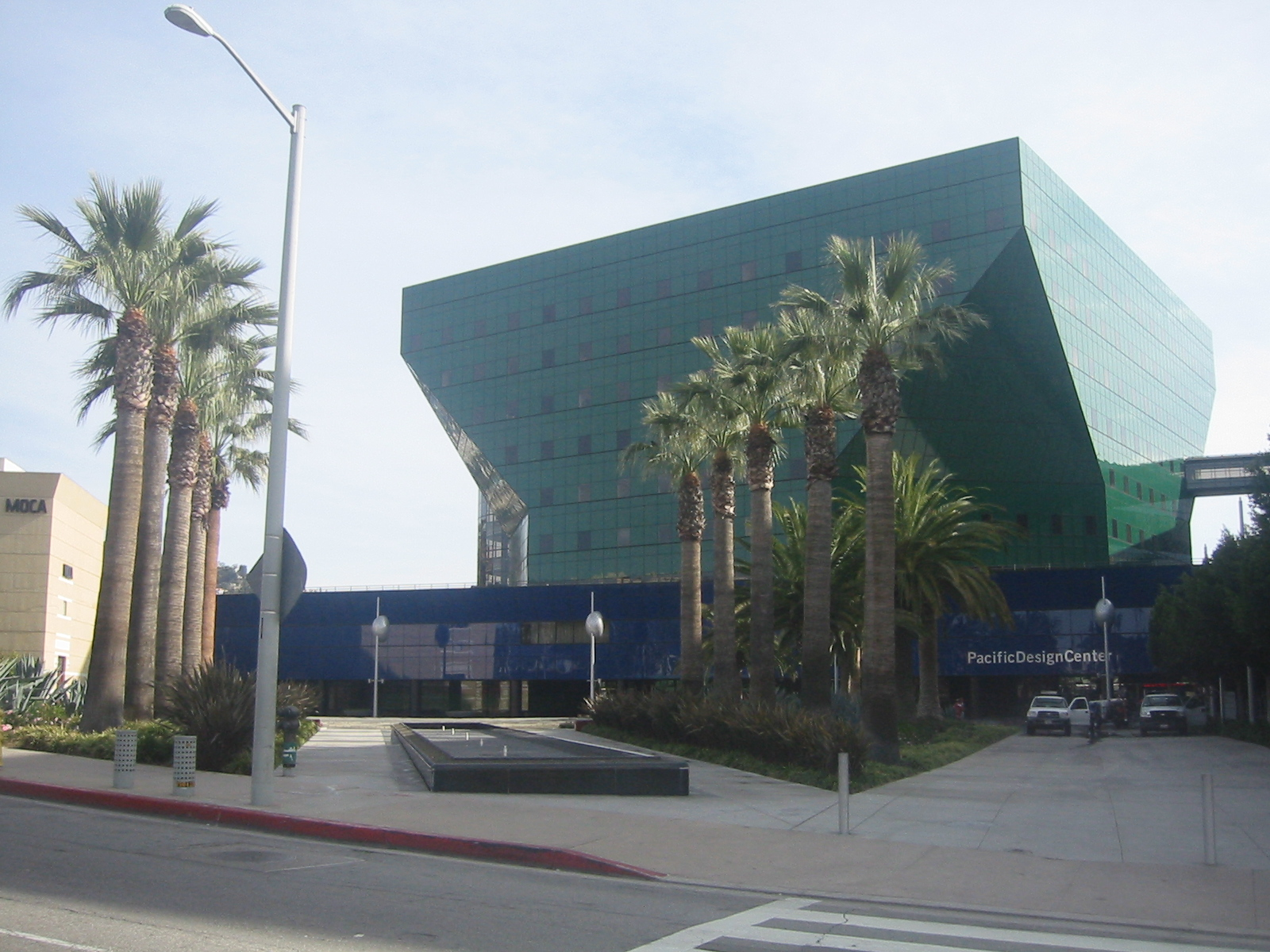
Le Pacific Design Center (en) sert de décor à l'appartement de Lenina
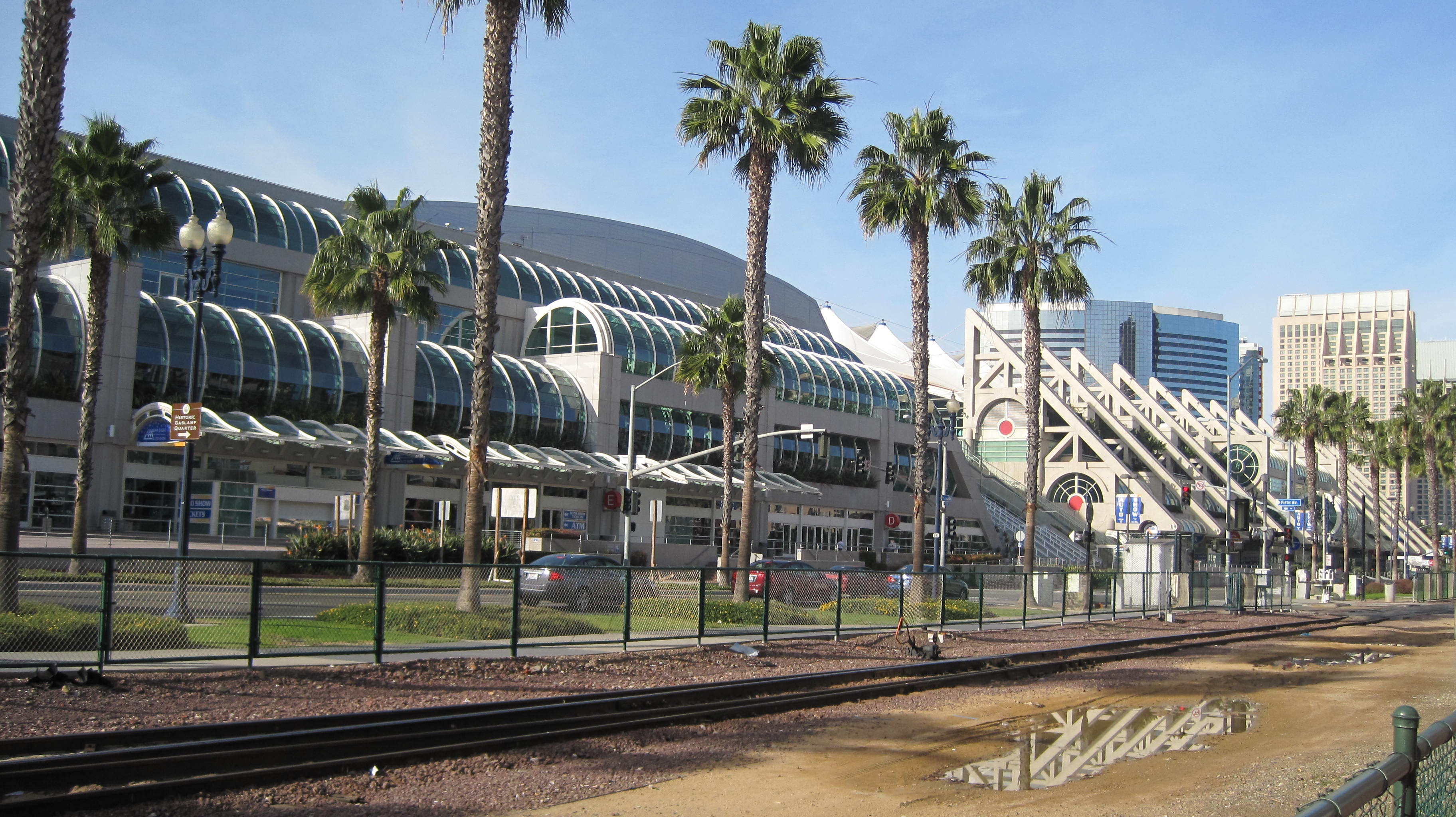
Le Palais des congrès de San Diego
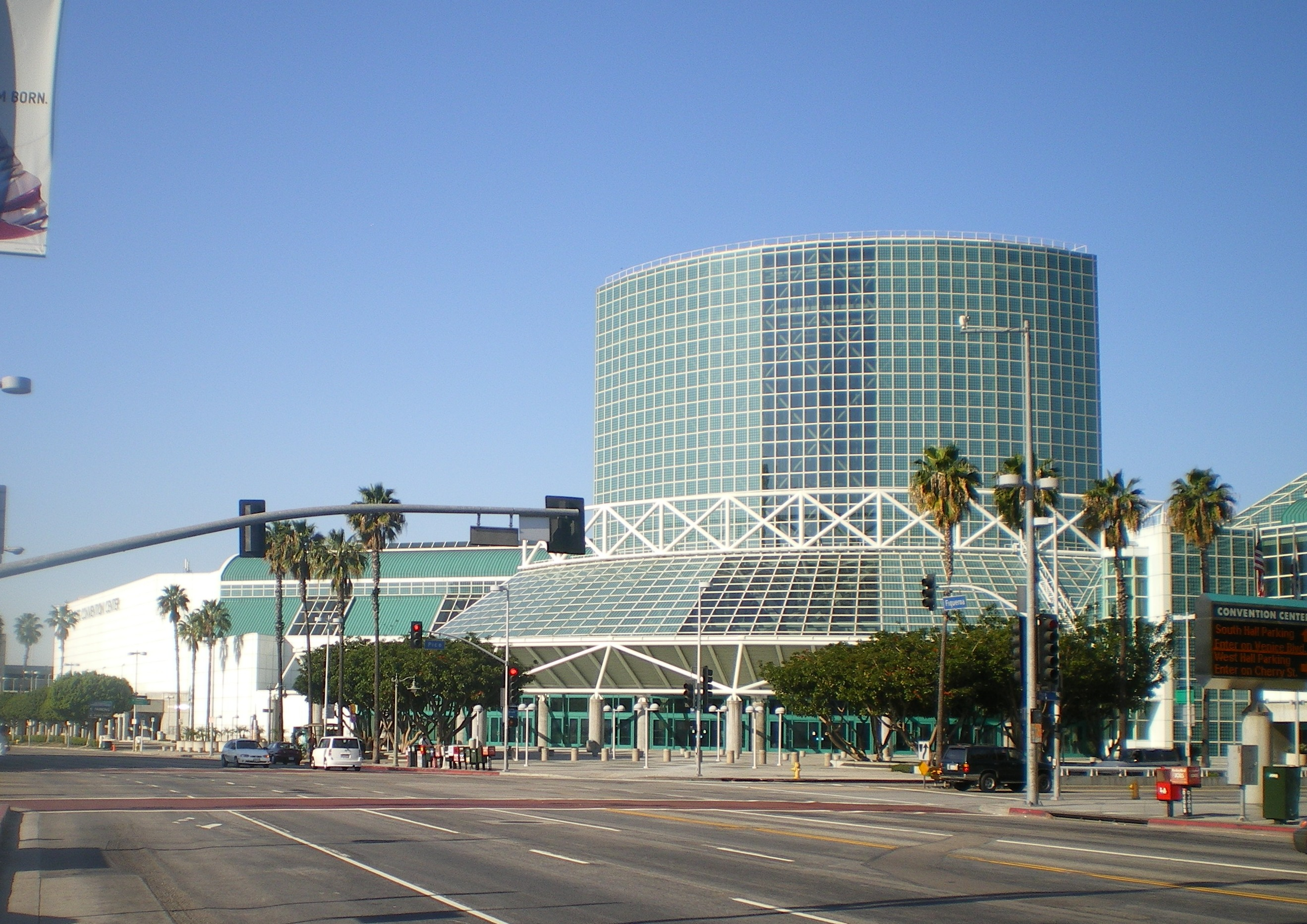
Le Palais des congrès de Los Angeles

## Musique
Sauf indication contraire, les informations mentionnées dans cette section peuvent être confirmées par la base de données cinématographiques IMDb,  présente dans la section « Liens externes ».
- Plop, Plop, Fizz, Fizz de Tom Dawes et Bob Wilvers.
- The Armour Hot Dog Jingle.
- Good Things From The Garden par Dan Cortese (en).
- Come Alive (You're In The Pepsi Generation) de Sid Ramin.
- The Love Boat Theme de Charles Fox et Paul Williams (mise par Lenina dans son appartement pendant que John l'attend dans le salon le temps qu'elle se prépare avant qu'ils fassent l'amour).
- My Dog's Better Than Your Dog de Dick Marx (en) et Tom Paxton.
- Nobody Doesn't Like Sara Lee de Fred Ebb et Mitch Leigh.

### Bande originale
Albums de Elliot Goldenthal
Alien 3
(1992) Golden Gate
(1994)
La musique du film est composée par Elliot Goldenthal, qui livre une partition très influencée de modernisme. Le compositeur remporte le prix de la meilleure bande originale, décerné par l'American Society of Composers, Authors and Publishers en 1994.
Liste des titres
1. Dies Irae – 1:51
2. Fire Fight – 1:35
3. Guilty as Charged – 1:44
4. Action, Guns, Fun – 1:26
5. Machine Waltz – 1:56
6. Defrosting – 1:43
7. Confronting the Chief – 0:32
8. Museum Dis Duel – 1:56
9. Subterranean Slugfest – 1:44
10. Meeting Coctaeu – 1:42
11. Tracking Simon Phoenix – 3:03
12. Obligatory Car Chase – 3:06
13. Flawless Pearl – 1:15
14. Final Confrontation – 1:56
15. Code 187 – 0:41
16. Silver Screen Kiss – 1:30

### Demolition ManEP
Albums de Sting
Ten Summoner's Tales
(1993) Mercury Falling
(1996)
Demolition Man est un EP de 6 chansons de Sting sorti en parallèle du film. La chanson du générique de fin, Demolition Man, y est présente. C'est un remix-reprise d'une chanson écrite par Sting et interprétée par Grace Jones dans les années 1980. Les autres chansons présentes sur le maxi sont des versions live de titres de Sting.
Liste des titres
1. Demolition Man (Sting) – 5:27
2. King of Pain (Live) (Sting) – 7:21
3. Shape of my Heart (Live) (Sting, Dominic Miller) – 4:32
4. Love Is Stronger Than Justice (The Munificent Seven) (Live) (Sting) – 7:29
5. It's Probably Me (Live) (Eric Clapton, Michael Kamen, Sting) – 6:18
6. A Day in the Life (Live) (John Lennon, Paul McCartney) – 4:06

Crédits
- Sting : chant, guitare
- Dominic Miller : guitare
- Arik Marshall : guitares
- Mark Egan : basse
- David Sancious : claviers
- Vinnie Colaiuta : batterie

## Accueil

### Accueil critique
Le film reçoit des critiques mitigées à sa sortie. Sur l'agrégateur américain Rotten Tomatoes, il récolte 60% d'opinions favorables pour 43 critiques et une note moyenne de 5,6⁄10. Le consensus suivant résume les critiques compilées par le site : « Shoot 'em up de science-fiction meilleur que la moyenne avec un courant sous-jacent satirique, Demolition Man  est renforcé par les solides performances de Sylvester Stallone, Wesley Snipes et Sandra Bullock ». Sur Metacritic, il obtient une note moyenne de 34⁄100 pour 9 critiques.
Kenneth Turan du Los Angeles Times a écrit que le film ne donnait pas aux fans d'action ce qu'ils désiraient, mais remplaçait le commentaire satirique déplacé. Vincent Canby, du New York Times, le qualifiait "d'artefact important de notre époque, ou au moins de cette semaine". Richard Schickel, de Time, a écrit: "Une satire sociale aiguë est presque minée par des explosions excessives et des casting imprudents"[réf. nécessaire].

### Box-office
Aux États-Unis, le film prend la tête du box-office pour sa première semaine d'exploitation en octobre 1993. En France, le film ne sort qu'en 1994, totalise 1 729 811 entrées et se classe 19e au box-office annuel. C'est le second plus grand succès de Wesley Snipes de sa carrière sorti en France (derrière Deadpool et Wolverine qui a totalisé 3,7 millions d'entrées).
| Pays ou région    | Box-office        | Date d'arrêt du box-office | Nombre de semaines |
| ----------------- | ----------------- | -------------------------- | ------------------ |
| États-Unis Canada | 58 055 768 $      | 18 novembre 1993           | 6                  |
| France            | 1 729 811 entrées |                            |                    |
| Total mondial     | 159 055 768 $     | -                          | -                  |

## Distinctions
Source : Internet Movie Database

### Récompense
- ASCAP Award 1994 : Top Box Office Films pour Elliot Goldenthal

### Nominations
- Saturn Awards 1994 : meilleurs costumes pour Bob Ringwood, meilleur film de science-fiction, meilleurs effets visuels
- MTV Movie Awards 1994 : meilleur méchant pour Wesley Snipes
- Razzie Awards 1994 : pire second rôle féminin pour Sandra Bullock

## Analyse